# حمبل (فشارود)
حمبل (بالفارسية: حمبل) هي مستوطنة تقع في إيران في قسم فشارود الريفي. يقدر عدد سكانها بـ 108 نسمة .